# Ghasem Hadadifar
Ghasem Hadadifar (persisch قاسم حدادی‌فر; * 12. Juli 1983 in Isfahan) ist ein iranischer Fußballspieler.

## Karriere

### Klub
Er begann seine Karriere in seiner Geburtsstadt bei Zob Ahan, wo er zur Saison 2003/04 von der U21 fest in die erste Mannschaft wechselte. Hier wurde er für den Verlauf der Saison 2005/06 an Sanat Naft verliehen. Erneut fand eine Leihe für die Rückrunde der Spielzeit 2011/12 an Tractor Sazi statt. Seitdem spielt er weiterhin bei Zob Ahan.

### Nationalmannschaft
Sein Debüt für die iranische A-Nationalmannschaft hatte er am 11. August 2010 bei einem 3:1-Freundschaftsspielsieg über Armenien, als er in der Startelf stand und zur zweiten Halbzeit gegen Milad Zeneyedpour ausgewechselt wurde. Nach einem weiteren Einsatz bei einem Freundschaftsspiel befand er sich im Januar 2011 auch im Kader der Mannschaft bei der Asienmeisterschaft 2011, hier bekam er jedoch nur in einem Gruppenspiel Spielzeit.
Anschließend ging es weiter mit Qualifikationsspielen zur Weltmeisterschaft 2014, in der Regel kam er aber mehr bei Freundschaftsspielen zum Einsatz. Schlussendlich stand er auch im Turnier-Kader der Mannschaft bei der Weltmeisterschaft 2014, bekam jedoch dort keinerlei Spielminuten. Nach dem Turnier folgten ebenfalls keine weiteren Nominierungen für die Nationalmannschaft mehr.

## Privates
Sein Bruder ist der Fußballspieler Alireza Hadadifar, der ebenfalls bei Zob Ahan gespielt hat.